# Frankétienne

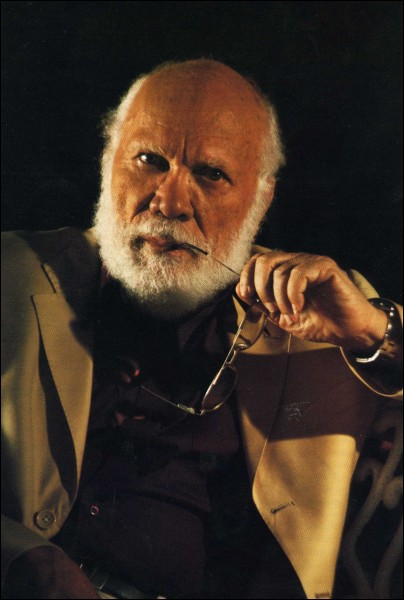
Franck Étienne (2001)

Frankétienne (wirklicher Name: Frank Étienne; * 12. April 1936 in Ravine-Sèche, Département Artibonite, Haiti; † 20. Februar 2025 in Port-au-Prince) war ein haitianischer Schriftsteller, Dichter, Theaterschriftsteller, Musiker und Maler. Er schrieb sowohl auf Französisch als auch in haitianischem Kreol. Als Maler war er bekannt für seine farbigen abstrakten Arbeiten, die häufig die Farben Blau und Rot betonen. Neben seinem künstlerischen Schaffen war er auch Schuldirektor und 1988 kurzfristig Kulturminister in der Regierung von Leslie Manigat.

## Auszeichnungen
- 2002: Prix Carbet
- 2004: Pablo-Neruda-Preis für sein Gesamtwerk[4]
- 2004: Nominierung für den Großen Buchpreis von Haiti
- 2006: Prinz-Claus-Preis
- 2010: Commandeur des Ordre des Arts et des Lettres
- 2010: UNESCO-Künstler für den Frieden[4]

## Werke (Auswahl)
- Au Fil du Temps (Gedichtband)
- Ultravocal (Roman), 1972
- Pèlin Tèt (Theaterstück)
- Dézafi (Roman), 1975[5]
- Mûr à Crever (Roman)
- Les Affres d'un Défi (Roman)
- Melovivi ou le Piège (Theaterstück), Riveneuve 2010, Uraufführung Paris März 2010[4]